# تايلا هاريس
تايلا هاريس (بالإنجليزية: Tayla Harris)‏(من مواليد 16 أبريل 1997) لاعبة كرة قدم محترفة أسترالية وملاكمة من بريسبان، أستراليا. مشهورة بلعبها في نادي كارلتون لكرة القدم في AFL للسيدات.
تخرجت تايلا هاريس من مدرسة "الباني كريك" الثانوية الحكومية. التحقت بالمدرسة الابتدائيه في كلية " أمير السلام اللوثرية ". 

## بداية تايلا هاريس
بدأت تايلا لعب كرة القدم عندما كان عمرها خمسة سنوات، لعبت في مسابقة مختلطة مع الفتيات والفتيان الصغار حتى عام 2010. في سن 15، بدأت تلعب كرة القدم مع زيلمير في دوري كوينزلاند النسائي ، حيث حصلت تايلا على جائزة" أفضل وأعدل " في الدوري في موسمها الأول.

## اختيار تايلا لتلعب لصالح بريسان
كانت تايلا هاريس واحدة من اثنين من توقيعات اللاعبين البارزين التي أعلن عنها بريسبان تحسباً لموسم 2017 الافتتاحي للدوري.
ظهرت لأول مرة في الدوري في المباراة الافتتاحية للنادي، في الجولة الاولى عام 2017، ضد ملبورن في كيسي فيلدز. في الجولة الثانية، تم ترشيحها لجائزة النجم الصاعد في الدوري بهدفين، اثني عشر تصرفا وسبع نقاط للأداء ضد فريمانتل، كما تم تسميتها  " أفضل لاعبة في الأسبوع " من قبل اتحاد لاعبي كرة القدم الأمريكية. وفي ختام جولتين احتلت المرتبة الرابعة بالتساوي في الدوري بإجمالي عدد الأهداف المسجلة (اثنان) والأول في الدوري للعلامات المتنازع عليها (ثمانية). في نهاية الموسم، تم إدراج تايلا هاريس في فريق عموم أستراليا لعام 2017. قبل فترة الانتقال  AFLW 2017، عبرت تايلا هاريس عن رغبتها في أن يتم تداولها في نادٍ فيكتوري. بدأت فترة الانتقال في 15 مايو. بدأت المحادثات المبكرة بين بريسبان وكارلتون ؛ على الرغم من أن كارلتون عرض على بيانكا جاكوبسون في عمليه الانتقال، أراد بريسبان لاعبًا إضافيًا. كما قدمت ملبورن عرضًا لتايلا هاريس.
في 25 مايو 2017، تم أخذها من قبل كارلتون في صفقه معقدة تضم 4 فرق و 5 لاعبين ومسابقة اختيار. بصفتها ملاكمة، خاضت خمس مبارات احترافية فازت ب 4 مبارات وتعادلت بمباراة واحدة.

## مهاجمة تايلا هاريس
خلال مباراة سنة 2019 ضد ويسترن بولدوجز (Western Bulldogs) ركلت تايلا هاريس الكرة وخلال ركلها للكرة تم تصويرها من قبل مايكل ويلسون. وفي وقت لاحق،تم نشر الصورة على مواقع التواصل الاجتماعي.ولكن سيفين نتورك (Seven Network) قاموا على الفور بحذف الصورة. وبسبب هذه الصورة تعرضت تايلا هاريس للتحرش الجنسي عبر مواقع التواصل الإجتماعي.
قام العديد من الاشخاص بمهاجمة الشركه لحذف الصورة.وبعد فترة تم نشر الصورة مرة اخرى مع اعتذار لها،وذكروا فيها أن الهدف من نشر الصوره إظهار رشاقة تايلا هاريس.

## رد رئيس الوزراء الاسترالي والوزيرة التابعة لشؤون المرأة
كما رد سكوت مورسين (رئيس الوزراء الاسترالي) على القاصدين وقال لهم :"يرقات جبانة". كما صرّحت الوزيرة الفيدراليّة لشؤون المرأة " كيلي اودوير" بأنها "مشمئزة" من التعليقات التي كانت موجهة لتايلا هاريس.

## تراجع مستوى تايلا هاريس في اللعب
تم وضعها في فريق عموم استراليا (All-Australian) في عام 2020 على مقعد التبادل. شهد عام 2021 تراجع تايلا هاريس في مستواها، حيث لعبت 9 مباريات لكنها سجلت 4 أهداف فقط.
كانت تايلا هاريس متورطة في الجدل في مارس 2021 بعد أن تم الإبلاغ عن أنها فوتت جزءا من تدريبها من أجل إنشاء منشور على الانستغرام  للترويج لفيلمها الوثائقي الجديد.

## تدهور العلاقه بين تايلا والنادي
في مايو 2021، تم الكشف عن أن تايلا  هاريس كانت تبحث عن النادي لمضاعفة راتبها إلى 150 ألف دولار، حذرت تايلا هاريس من أنها قد تعيد التفكير في متابعة نشاطها مع الفريق، علاقتها بالنادي بدأت في التدهور. طلبت تايلا هاريس في النهاية ان تنقل إلى ملبورن، وتم تداوله في 8 يونيو.انتقلت تايلا هاريس (كارلتون) وزميلتها في الفريق ليف بورسيل (جيلونج) إلى فريق ملبورن. 